# بابيروسة بورو
بابيروسة بورو (الاسم العلمي: Babyrousa babyrussa) حيوان ثديي شبيه بالخنزير متوطن في إندونيسيا في جزيرة بورو، واثنين من جزر سولا في جزيرة مانغول وجزيرة تاليابو.